# Wings Greatest
Wings Greatest es el primer álbum recopilatorio de la banda de rock Wings, publicado el 1 de diciembre de 1978 a través de Parlophone y Capitol Records. Supuso la primera retrospectiva oficial del trabajo de McCartney tras la separación de The Beatles. Exceptuando el interés por las mezclas de la edición en vinilo, Wings Greatest quedó obsoleto con la publicación, años después, de All the Best! y Wingspan: Hits and History, dos recopilatorios más extensos que abarcaron tanto el periodo de McCartney dentro de Wings como su posterior carrera en solitario tras la disolución del grupo en abril de 1981.

## Historia
Wings Greatest fue recopilado tras la decisión de McCartney de abandonar Capitol Records, filial de EMI en los Estados Unidos, por un nuevo contrato con Columbia Records durante seis años, aunque siguió trabajando con EMI para el resto de mercados. El álbum es notable por incluir los sencillos de McCartney posteriores a la separación de The Beatles, incluyendo «Another Day», «Live and Let Die», «Junior's Farm», «Hi, Hi, Hi» y «Mull of Kintyre». Además de «Another Day», «Uncle Albert/Admiral Halsey» fue originalmente publicado en Ram, un álbum acreditado a Paul y Linda McCartney.
A pesar de haber acumulado suficientes éxitos comerciales para rellenar un doble álbum, McCartney prefirió editar un disco sencillo por razones comerciales. Debido a ello, muchos éxitos quedaron fuera de Wings Greatest. Al respecto, el álbum no incluyó ningún representante de Venus and Mars, a pesar de que «Listen to What the Man Said» llegó al número uno en los Estados Unidos. 
El álbum fue promocionado con un spot publicitario en el Reino Unido, que incluyó a varios miembros del público interpretados por actores y cantando canciones de Wings en espacios públicos. A pesar de la publicación en años posteriores de recopilatorios actualizados como All the Best! y Wingspan: Hits and History, Wings Greatest fue remasterizado y reeditado en formato CD como parte de la serie The Paul McCartney Collection sin contenido extra.

## Diseño del álbum
La portada de Wings Greatest está acreditada a Aubrey Powell y a George Hardie, miembros del grupo Hipgnosis, así como a Paul y Linda McCartney. La fotografía muestra una estatua de criselefantino sobre un pedestal en la nieve, creada por el escultor Demetre Chiparus. Después de haberla comprado, Linda quiso fotografiar a la escultura en la nieve, por lo que el 14 de octubre de 1978 viajó a los Alpes con el fotógrafo Angus Forbes, donde creó un montón de nieve y tomó la fotografía desde un helicóptero. La estatuilla también apareció en las cubiertas interiores de la publicación original en vinilo, así como en las etiquetas del disco. También puede verse en la portada del álbum Back to the Egg, sobre la repisa de la chimenea.
La cubierta trasera representa las portadas de las doce canciones, mayoritariamente sencillos, publicadas en Wings Greatest. En el medio se incluyó una fotografía de Paul, Linda y Denny Laine, sobre un fondo con nieve de los Alpes.

## Lista de canciones
Todas las canciones escritas y compuestas por Paul McCartney y Linda McCartney excepto donde se anota. 
| Cara A |                      |                |                        |          |  |
| N.º    | Título               | Escritor(es)   | Intérprete             | Duración |  |
| 1.     | «Another Day»        |                | Paul McCartney         | 3:42     |  |
| 2.     | «Silly Love Songs»   |                | Wings                  | 5:52     |  |
| 3.     | «Live and Let Die»   |                | Paul McCartney & Wings | 3:11     |  |
| 4.     | «Junior's Farm»      |                | Paul McCartney & Wings | 4:21     |  |
| 5.     | «With a Little Luck» | Paul McCartney | Wings                  | 5:45     |  |
| 6.     | «Band on the Run»    |                | Paul McCartney & Wings | 5:10     |  |

| Cara B |                               |                             |                        |          |  |
| N.º    | Título                        | Escritor(es)                | Intérprete(s)          | Duración |  |
| 7.     | «Uncle Albert/Admiral Halsey» |                             | Paul & Linda McCartney | 4:48     |  |
| 8.     | «Hi, Hi, Hi»                  |                             | Wings                  | 3:07     |  |
| 9.     | «Let 'Em In»                  |                             | Wings                  | 5:09     |  |
| 10.    | «My Love»                     |                             | Paul McCartney & Wings | 4:08     |  |
| 11.    | «Jet»                         |                             |                        | 4:06     |  |
| 12.    | «Mull of Kintyre»             | Paul McCartney, Denny Laine | Wings                  | 4:43     |  |

## Posición en listas
| País           | Lista                   | Posición |
| -------------- | ----------------------- | -------- |
| Alemania       | Media Control Chart     | 18       |
| Australia      | ARIA Albums Chart       | 8        |
| Canadá         | RPM Albums Chart        | 25       |
| Estados Unidos | Billboard 200           | 29       |
| Francia        | SNEP Albums Chart       | 2        |
| Noruega        | Norwegian Top 40 Albums | 20       |
| Países Bajos   | Mega Albums Top 100     | 18       |
| Reino Unido    | UK Albums Chart         | 5        |
| Suecia         | Swedish Albums Chart    | 32       |

## Certificaciones
| Fecha                  | País           | Organismo certificador | Certificación | Ventas certificadas |
| ---------------------- | -------------- | ---------------------- | ------------- | ------------------- |
| 1 de diciembre de 1978 | Reino Unido    | BPI                    | Platino       | 300 000             |
| 6 de diciembre de 1978 | Estados Unidos | RIAA                   | Platino       | 1 000 000           |
| 1 de febrero de 1979   | Canadá         | CRIA                   | Platino       | 100 000             |